# Округ Перемышляны
О́круг Перемышля́ны (нем. Bezirk Przemyślany, Перемышля́нский уе́зд, пол. Powiat przemyślański, укр. Перемишлянський повіт) — административная единица коронного края Королевство Галиции и Лодомерии в составе Австро-Венгрии (до 1867 года — Австрийской империи), существовавшая в период с 1854 по 1918 года.

## История
В 1854 году была проведена административная реформа, согласно которой в составе Королевства Галиции и Лодомерии были образованы бецирки (уезды).
Площадь — 9,16 квадратных миль (~504,5 км²). Населения — 25013 (1866). Количество домов — 4134 (1866). Староста (Bezirk Vorsteher) — Рудольф Эбнер (Rudolf Ebner) (1866)
В 1867 году были упразднены округа, а уезды реорганизованы: часть исчезла, а часть увеличилась за счёт других. Перемышлянский уезд остался и после реформы. В его состав вошла территория Перемышльского и Глинянского уездов, 3 гмины Бибрского и 1 гмина Рогатинского уезда.
Площадь округа в 1879 году составляла  9,327 квадратных миль (536,68  км2), а население 54 124 человек. Округ насчитывал 72 поселения, организованные в 68 кадастровых муниципалитетов. На территории округа действовало 2 районных суда — в Перемышлянах и Глинянах.
После Первой мировой войны округ вместе со всей Галицией отошёл к Польше.